# شايبه

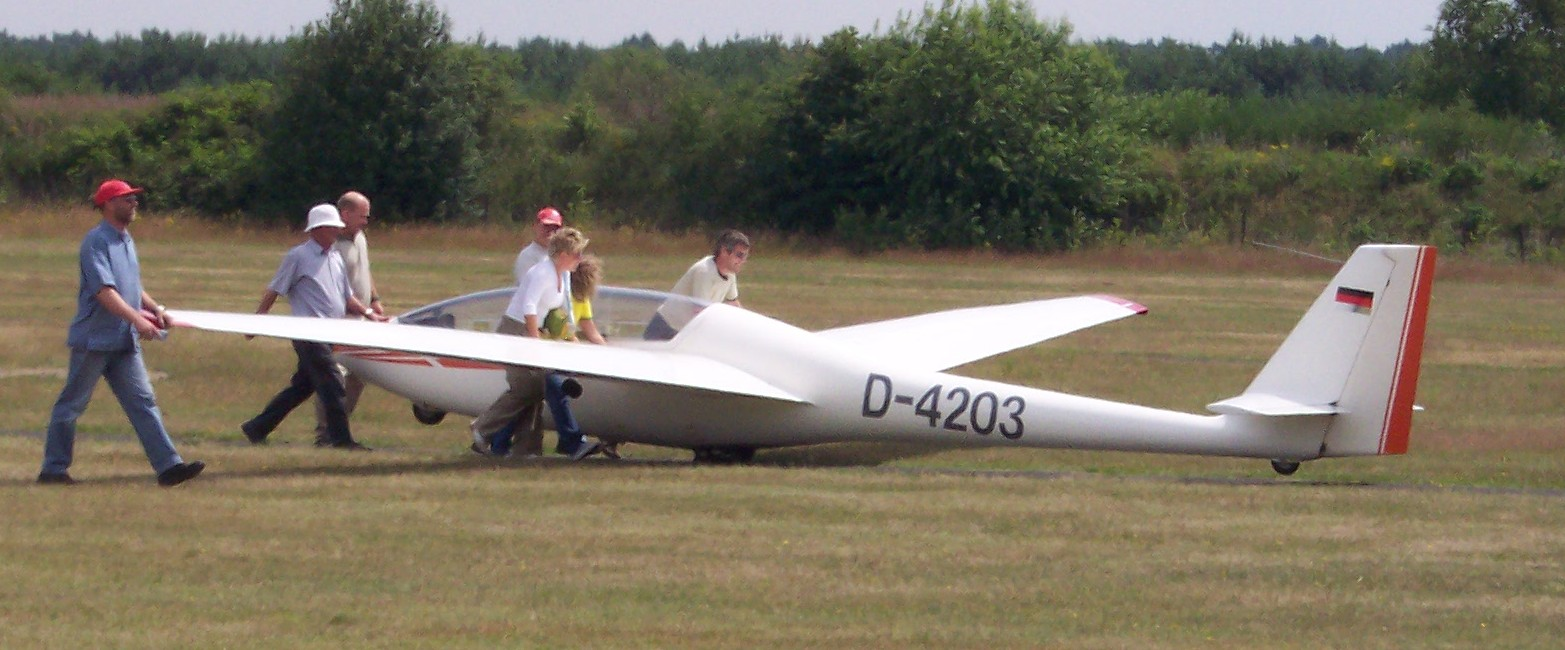

شايبه (بالإنجليزية: Scheibe Flugzeugbau )‏ شركة ألمانية، كانت تصنع الطائرة الشراعية المنزلقة، والطائرة الشراعية المدفوعة بمحرك، والطائرات الخفيفة. كان مقرها في داخاو.

## المنتجات
- Scheibe Bergfalke
- شايبه شباتز
- Scheibe Specht
- Scheibe Sperber
- Scheibe Zugvogel
- شايبه إس إف-23 سبيرلنغ
- Scheibe SF-24 Motorspatz
- Scheibe SF-25 Falke
- شايبه إس إف-26
- شايبه إس إف-27
- Scheibe SF-28 Tandem Falke
- شايبه إس إف-29
- شايبه إس إف-30
- شايبه إس إف-31
- شايبه إس إف-32
- شايبه إس إف-33
- شايبه إس إف-34
- شايبه إس إف-35
- شايبه إس إف-36
- شايبه إس إف-40
- شايبه إس إف-41